# Lennart Jasch
Lennart Jasch (* 14. November 2000 in Prien am Chiemsee) ist ein deutscher Radrennfahrer.

## Sportlicher Werdegang
Jasch war von 2011 bis 2024 als Eisschnellläufer aktiv und zuletzt Mitglied der Nationalmannschaft. Er betrieb Radsport zu Trainingszwecken. Da er 2023 wegen einer muskulären Disbalance kein Eisschnelllauf betreiben konnte, bestritt er auf einer Online-Plattform E-Cycling-Wettbewerbe und kam so in Kontakt mit dem Trainer Dan Lorang, Head of Performance des UCI WorldTeams Bora-hansgrohe. Jasch bestritt 2024 Rennen für das Max Solar Cycling Team, für das er Gesamtwertungszehnter der Oberösterreich-Rundfahrt wurde. Hierauf erhielt er zur Saison 2025 einen Vertrag Red Bull-Bora-hansgrohe Rookies, dem Nachwuchsteam des WorldTeams. Nach Platz zwei in der Trofeo Alcide De Gasperi und Rang 8 in der Gesamtwertung der Tour Alsace wurde er Neunter der Czech Tour, einem Etappenrennen der ersten UCI-Kategorie.